# История медицины Азербайджана
История медицины Азербайджана охватывает период от возникновения медицины на данной территории до современного периода.

## Ранняя история
История медицины в Азербайджане имеет глубокие корни. Для борьбы против множества болезней древние жители верили в колдовство. Об этом свидетельствуют и обрезки, нарисованные знаки в Азыхской пещере, относящиеся к каменному веку.

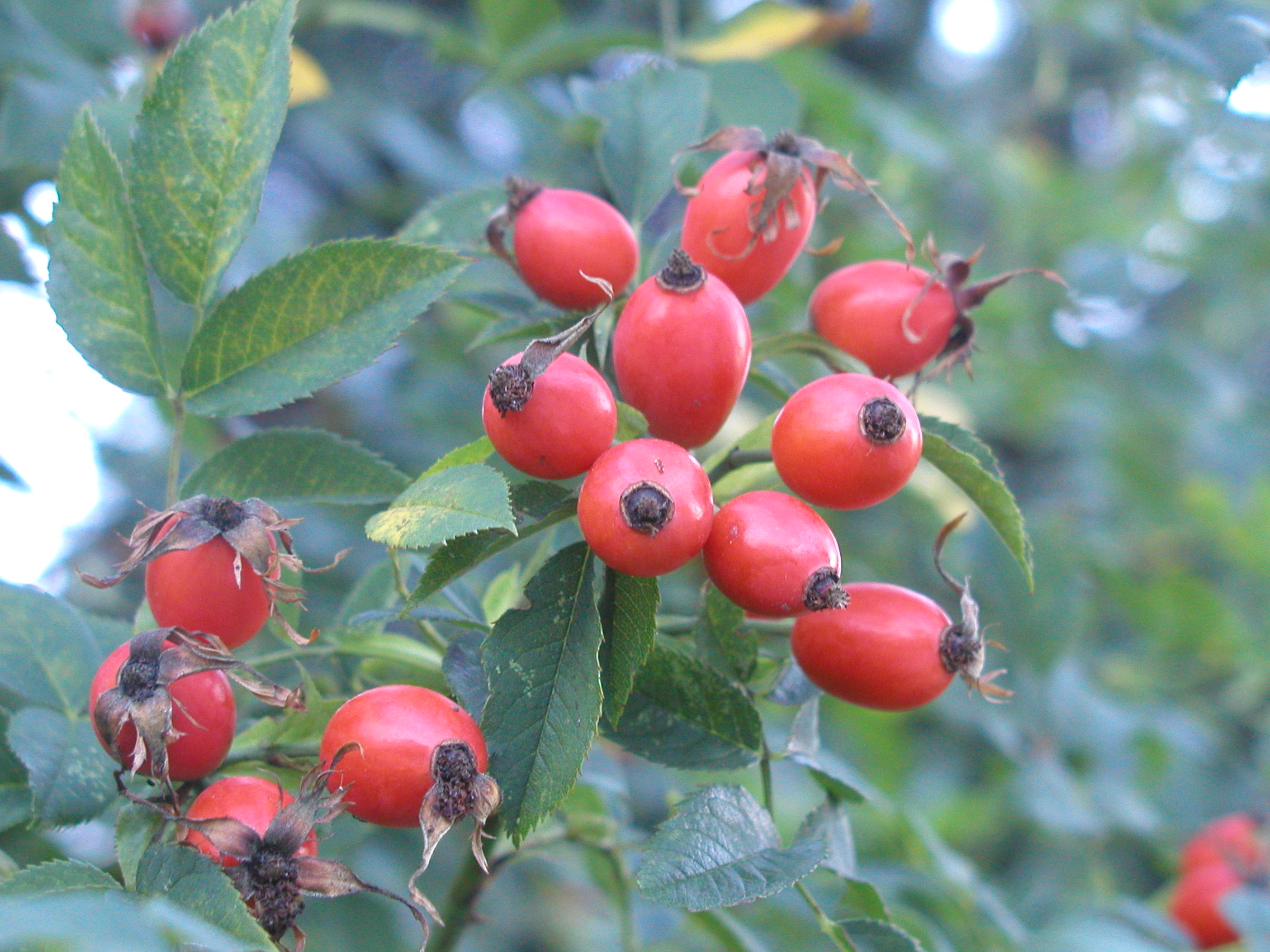
Плоды распространённого и в Азербайджане шиповника, чай из которых используют при простудных заболеваниях

Ранние жители в попытке лечения болезней использовали лекарственные растения и травы. Набранный ими опыт развивался из поколения в поколение в народную медицину. С появлением письма развитие устной и письменной ветвей народной медицины стал разделяться.
Богатый растительный мир Азербайджана привлекал внимание врачей и учёных с древних времён. Многие лекарственные растения использовались в целях профилактики и лечения. использовались семена, корни, цветки, листья. Женщины легко наблюдали воздействия на организм фруктов, овощей и лечебного чая, их влияние на кашель, кровотечение, боль, диарею и на другие болезни.

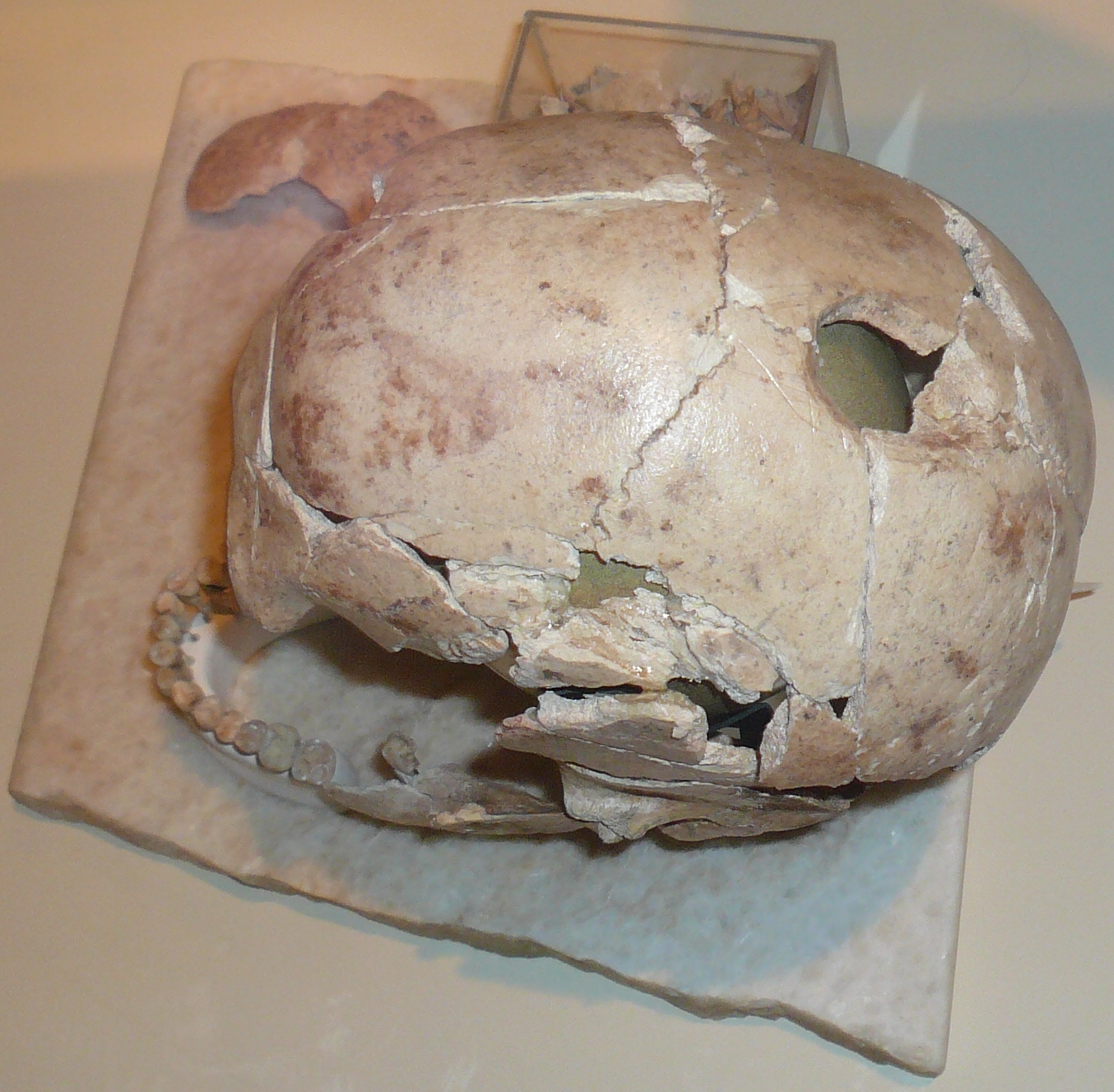
Человеческий череп со следами трепанации, найденный в Чалагантепе (Агдамский район). 5-е тысячелетие до н. э. Музей истории Азербайджана, Баку

Однако из ранних рукописей следует, что в лечении использовали не только растения. Целители того времени были также знакомы с хирургией, обладали определённым опытом примитивными способами лечения опухолей, переломов в различных местах человеческого тела. К примеру, в результате археологических раскопок в местечке Чалагантепе близ села Афетли Агдамского района И. Наримановым был найден череп человека, относящийся к IV тысячелетию до н. э. (энеолит), со следами трепанации. В селе Хачбулаг Дашкесанского района в 1971 году в археолог Х. Кесеменли обнаружил череп, относящийся к концу бронзового и началу железного века, над которым также была проведена операция трепанации. Исследовавший череп Р. Гасымова отмечал, что «искусственная трепанация была проведена вблизи соединения теменной кости с лобной».
В 1958 году в селе Гаратепе Муганьской равнины во время археологических раскопок были найдены относящиеся к V-I веков до н. э. кувшины с загоревшими рутами, коими, как отмечают специалисты, жители того времени пользовались в качестве лекарства, для лечения ревматизма, лихорадки и в профилактике некоторых болезней.
Были известны также методы ароматерапии. Верилось, например, что запах айвы, усиливает энергию тела. Лимон использовали с целью настроя нервной системы, а яблоки — для стимулирования работы мозга.
В древности между жителями Азербайджана и жителями Месопотамии происходил активный культурный взаимообмен. Из Шумера, например, импортировалось масло кунжута и шафран. О медицине периода образования мидийского государства, охватывающего и территорию Азербайджана, можно судить по такому историческому памятнику, как Авеста. В ней также сказано, что «у врача есть три оружия: слово, травы и нож». Врач, лечащий словом и внушением считался в то время лучшим.

## Средние века
В этот период шло быстрое развитие и медицины, что подтверждается также археологическими находками. Находили, к примеру, отшлифованные из мрамора сосуды для сурьмы и золотые кисти для её нанесения, которое в Средние века использовалось и в качестве противокашельного и противорвотного лекарства. Больных поили вином из чаши, изготовленной из сурьмы. Во время раскопок же в Шемахе были найдены различные стеклянные посуды, предназначенные для изготовления и хранения лекарств, которыми пользовались алхимики как в народной медицине, так и в фармакологии. Эти находки подтверждают то, что в Средние века население Азербайджана занималось и ремеслом фармацевта.

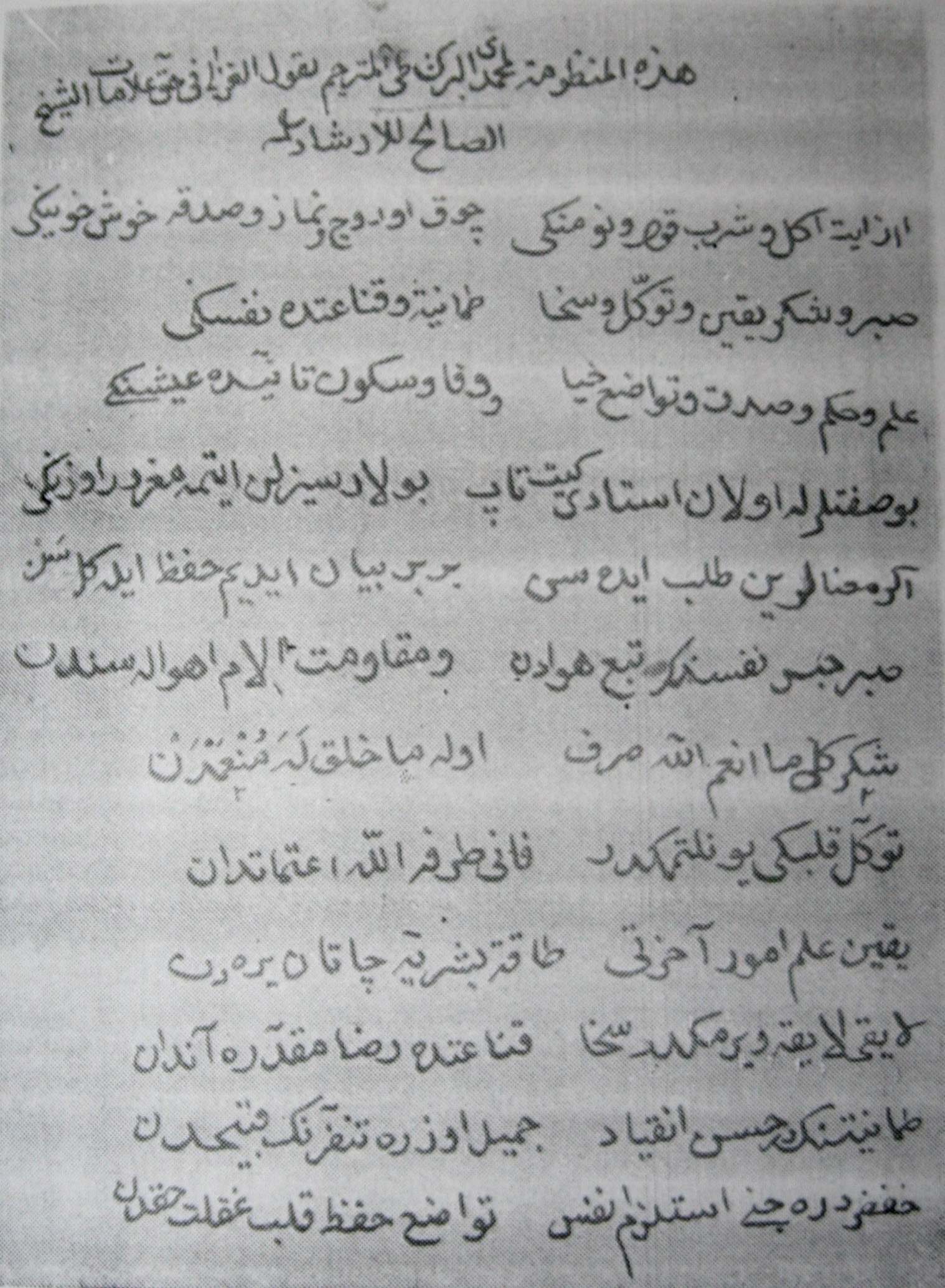
Мухаммед Бергюшади. Титульный лист «Тибби Небиви» — первой известной книги о медицине, изложенной на азербайджанском языке

В VIII веке Ширван в основном с албанским и иранским населением был завоёван арабами. Благодаря взаимовлиянию культур в составе единого халифата, развивались и науки и культура. Появлялись университеты, обсерватории, библиотеки, мечети и больницы. Именно в исламский период наблюдается взлёт медицинской науки. В это время в Азербайджане при мечетях функционировали медресе, где преподавали арабский и персидский языки, религию, математику, каллиграфию, историю и литературу. Преподавалась также медицина и алхимия. Из письменных памятников известно, что ещё в XII веке на территории современного Азербайджана, в историческом Ширване, в городе Шемахы знаменитым врачом и фармацевтом Кафиддином Омаром ибн Османом (дядя известного персидского поэта Хагани Ширвани) была организована медицинская школа, изучавшая методы лечения. Здесь, наряду наряду с обучением, велись исследования лечебных свойств лекарственных растений и врачевание с их помощью.
Жившим в эпоху позднего средневековья Мухаммедом Бергюшади был написан труд «Тибби Небиви». Первую половину своего труда Бергюшади написал на арабском, а вторую — на родном ему азербайджанском языке. По сути это первая известная книга о медицине, изложенная на азербайджанском языке. В первой части рекомендуются лечебные средства от заболеваний почти всех органов, включая нервные болезни. В отдельных случаях можно заметить изложение симптомов болезни. Во второй части излагается состав лекарственных средств, в основном из растительного мира. В третьей части книги даётся наставление о диете при тех или иных заболеваниях.
Развитие медицины в XV—XVI веках характеризуется двумя особенностями. Первая — это развитии медицины, более близкой к анатомо-физиологическому и гигиеническому направлению, вторая — это угасание народной медицины, которая целиком переходит в руки знахарей и табибов. Наглядным свидетельством роста научной медицинской мысли могут служить такие работы, как «Кемал-намэ», «Книга совершенства» и учебник по медицине на азербайджанском языке (1437—1438 гг.) Махмуда ибн Махмеди Дильшад Ширвани родом из Шемахи, считавшегося крупным врачом. Перу Гази Наджимэддин Ахмед ибн Абубекра ибн Мухаммеда Нахчивани принадлежат ценные комментарии к «Канону» Ибн Сины. В медицинской литературе есть указание на крупного врача и поэта Сахаба Сеид Мухаммеда Ордубади. Мирза Мухаммед Гасаном Ширвани была организована школа-лечебница, из стен которого вышел Сеид Али Тебризи. Фактически Мирза Мухаммед являлся организатором последней медицинской школы на территории Азербайджана, просуществовавшей до Туркманчайского договора, после чего она была разрушена по требованию духовенства.
Азербайджанский врач XVI века, Юсиф Карабаги, будучи родом из Карабаха, написал множество медицинских трактатов, а также «Пояснения и толкования к „Канону Врачебной Науки“ Ибн Сины». Он жил и творил долгое время в Средней Азии, в Самарканде и Бухаре.
В 1712 году на азербайджанском языке была написана «Тиббнаме» (азерб. Tibbnamə — «Книга медицины») Мухаммеда Юсифа Ширвани. Будучи дворцовым врачом, Ширвани советовал применять природные минералы в лечении, к примеру, натирание лимонной корки при усталости в шее. В этом труде также сказано, что места отдыха больных желательно чтобы были украшены цветами в бледно-синих, зелёных или белых тонах. Это значит, что даже цвет имел важное значение в работе средневековых целителей.
В целом в XVII-XVIII вв. был написан ряд трудов в области медицины и фармакологии такими азербайджанскими учёными как Муртузагулу Шамлу (сексопатолог), Абульгасан Марагаи, фармацевты Гасан Рза оглу Ширвани, Гаджи Сулейман Иревани и др. Эривани являлся автором книга «Феваид ул-хикмет», в которой в алфавитном порядке приводятся названия и свойства применяемых в медицине лекарств. Названия лекарств даются на арабском, персидском, азербайджанском, греческом, сирийском, индийском, французском и других языках.

## XIX — начало XX века

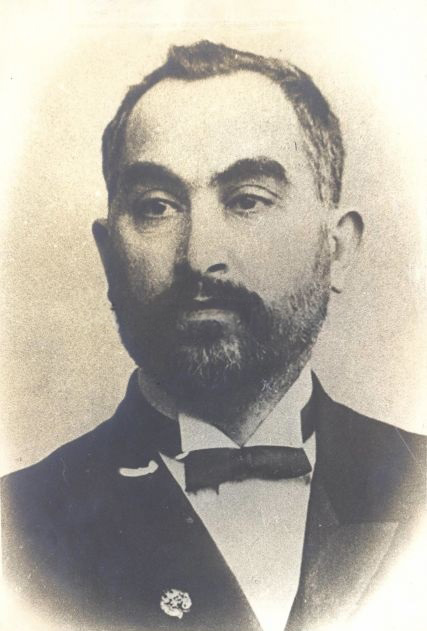
Абдулхалиг Ахундов, заложивший основы истории медицины в Азербайджане

Вплоть до 1828 года на территории Азербайджана не было аптек европейского типа. В годы правления Российской империи в Азербайджане, как и по всему Закавказью основывались такие лечебницы и аптеки, приезжали русские врачи и привносили новые знания
Азербайджанский врач XIX века Мирза Мамедгулу Гаибов работал врачом во дворце карабахского хана, был главным врачом известной азербайджанской поэтессы Хуршидбану Натаван. Гаибов заложил основы хирургической науки в Азербайджане.
В Азербайджане основы научного исследования истории медицины были заложены в 1892 году азербайджанским учёным Абдулхалигом Ахундовым. Абдул-Халиг под руководством профессора Дерптского университета Г. Драгендорфа в качестве диссертации на соискание ученой степени магистра фармации (1892 г.) исследовал и перевёл знаменитую энциклопедию по фармацевтике персидского автора X века Абу Мансура Хирови с новоперсидского на азербайджанский язык. Он выполнил ботаническое определение названий лекарственного сырья и составил комментарий к этой книге. Эта расшифровка старинных названий растений дала возможность их дальнейшего научного изучения.

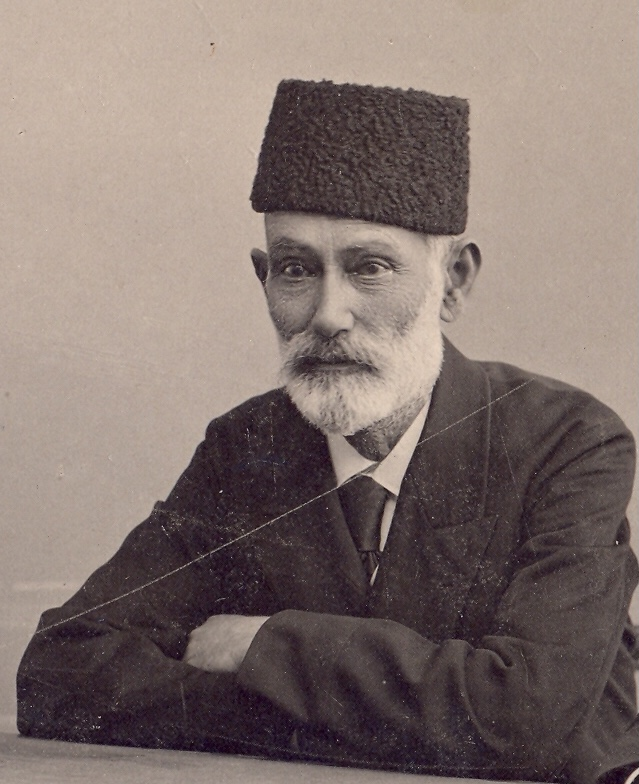
Гасанбек Зардаби

Знания в медицине использовали в своих трудах для выражения философских идей Гасанбек Зардаби и Мирза Фатали Ахундов. Ахундов был одним из первых, кто выступал против народных целителей. Он является автором ряда трудов о гигиене и санитарии. Зардаби также сыграл значительную роль в развитии медицины. Он был первым азербайджанским натуралистом и дарвинистом.
Будучи автором «Экинчи» — первой азербайджанской газеты в Российской империи, Зардаби совместно с Ахундовым работал над трудами по малярии, опусташающим в то время страну. Его книга «Гигиена» является первой научной исследовательской работой Азербайджана по медицине в области гигиены. Она была опубликована на азербайджанском в 1914 году.

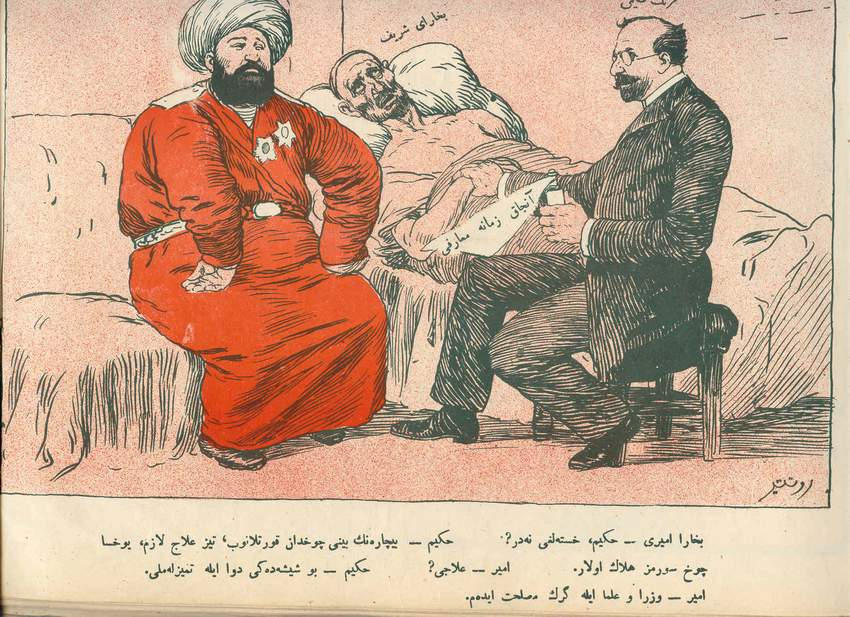
«Священная Бухара». Молла Насреддин (1911 г., № 20). Худ. И. Роттер

Наряду с этим ещё продолжали функционировать и аптеки, где продавались лечебные травы, привозимые из Ирана и Индии. Такие аптеки существовали во всех городах Азербайджана — Баку, Шемахе, Шуше, Агдаме, Нахичеване, Лагиче, Ордубаде, Саляне, Ленкоране и др. Отец знаменитого азербайджанского литератора Юсиф Везира Чеменземинли, Мир-Баба Мир-Абдулла оглы владел аптекой в городе Агдам. В его аптеке продавалось 142 видов лекарственных препаратов, более 100 из которых были растительного происхождения. И сам Чеменземинли, будучи сыном аптекаря, в своём рассказе «Врач» описывал быт и практику азербайджанских лекарей XIX века.
Такие аптеки составляли большинство в Иранском (Южном) Азербайджане. И в начале XX века лечение целебными травами всё ещё оставалось довольно распространённым видом лечения в Азербайджане. А появление новых, современных лекарств воспринималось знахарями как нечто чуждое.
Популярный в то время азербайджанский сатирический журнал «Молла Насреддин», сыгравший значительную роль в медицинском образовании, критиковал подобные пережитки прошлого, высмеивал отсталость знахарей-шарлатанов того времени, их невежественное отношение к новейшим знаниям в медицине. Например, в 20-м номере журнала (1911 год) дана карикатура под названием «Священная Бухара» (художник Азим Азимзаде). Здесь создан образ бухарского эмира, с сомнениями относящегося к рекомендуемой врачом новому лекарству. В тексте к карикатуре сказано:
| Оригинал на азербайджанском بخاراي شريف آنجاق زمانه معارفي بخارا اميري — حکيم، خسته لغي نه در؟ حکيم — بيچاره نك بيني چوخدان قورتلانوب، تيز علاج لازم، يوخسا چوخ سورمز هلاك اولار. امير — علاجي؟ حکيم — بو شيشه ده کي دوا ايله تميزله ملي. امير — وزرا و علما ايله گرك مصلحت ايده م. | Перевод Бухара священна Но время просвещённое Бухарский Эмир — Доктор, чем он болен? Врач — бедняге почти конец, без нового средства долго не протянет Эмир — средства? Врач — нужно очищение этим лекарством Эмир — средство(?) и учёный(?), лучше по-моему |

## Период Азербайджанской Демократической Республики
В 1918 году уже в независимой Азербайджанской Демократической Республике (АДР) было учреждено министерство здравоохранения во главе с доктором Худадат беком Рафибековым. В эти годы в стране, в таких городах как Баку, Гянджа открывались десятки новых аптек и больниц.

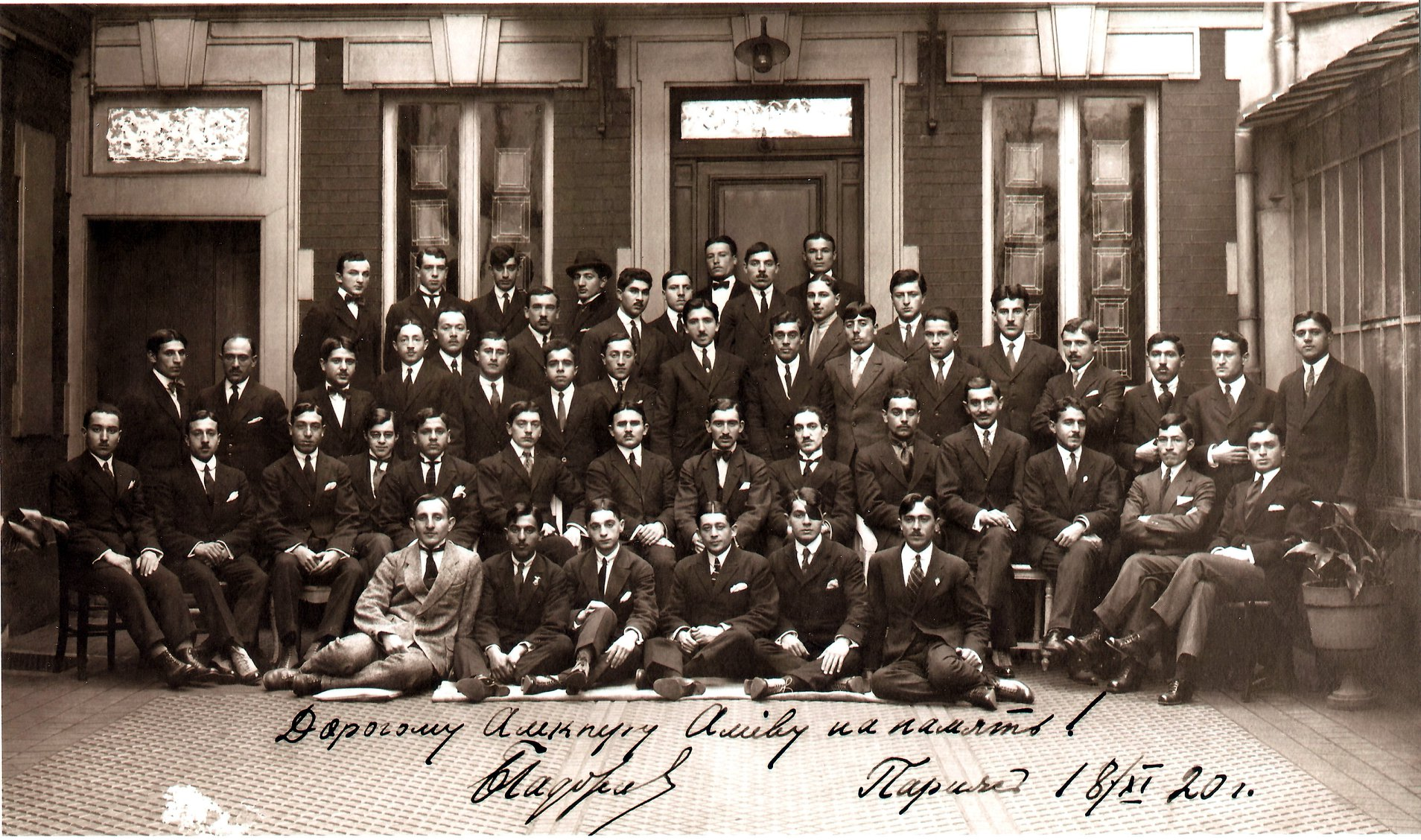
Группа азербайджанских студентов по приезде в Париж. Начало 1920 года

Многие студенты АДР, отправленные на обучение за границу, изучали там и медицину, в основном в Германии, Санкт-Петербурге, Москве, Киеве и в других городах.
В 1919 году был основан Бакинский государственный университет с медицинским факультетом, первым заведующим кафедрой оперативной хирургии которого стал видный хирург, профессор В. И. Разумовский (до 1920 года). Здесь преподавалась также история медицины. В короткое время под руководством Разумовского была организована Специальная подготовительная комиссия. В августе того же года были проведены вступительные экзамены и так был набран первый класс студентов — будущих врачей.
2 августа 1922 года среди первых 29 выпускников медицинского факультета было всего лишь три азербайджанца — А. Алекперов, Джейран Султанова и Адиля Шахтахтинская-Бабаева, ставшая впоследствии докторм наук и профессором.

## Период Азербайджанской ССР
После установления Советской власти в составе Совета Народных Комиссаров Азербайджанской ССР создан Комиссариат здравоохранения. Председателем нового правительства стал Нариман Нариманов, который был врачом по специальности. С 1920 по 1921 год народным комиссаром здравоохранения Азербайджанской ССР являлся врач Ага Гусейн Кязимов. С 1921 по 1935 год — Мовсум Кадырли.
На протяжении 1920-х годов аптеки, где продавались лечебные травы закрывались. Рукописи, написанные арабской графикой, сжигались. Это была часть проводимой советской властью (в основном в Азербайджане и Средней Азии) политики против ислама.
В 1921 году в Азербайджане вспыхнула инфекция малярии. АзРевКом принял декрет №350 от 17 апреля 1921 года об организации Комитета по борьбе с малярией. На расходы по борьбе с малярией было выделено 200 млн рублей.

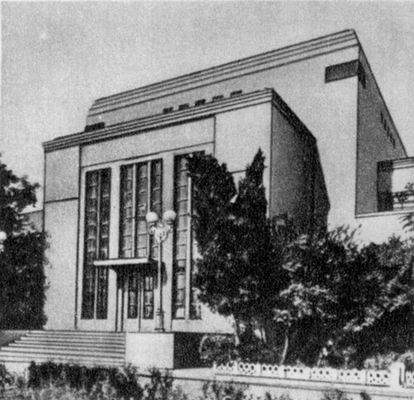
Здание физиотерапевтического института в Баку. 1930-е годы

В 1930 году основан Азербайджанский медицинский институт. Первым ректором института был М. Н. Кадырли. Ведущую роль в развитии института сыграли ученые-профессора И. Широкогоров, С. Давиденков, Ф. Ильин, Лев Левин, Н. Ушинский, К. Малиновский. Институт стал выпускать первые национальные научно-педагогические кадры в области медицины. Среди них Мир Асадулла Мир-Касимов, Мустафа Топчибашев, А. М. Алиев, И. М. Исмаил-заде и многие другие.
С 1920 по 1940 год в Азербайджане были учреждены сотни новых поликлиник, больниц и аптек. Среди азербайджанских учёных-медиков известность получили такие видные деятели медицинской науки, как академики Мирасадулла Миркасимов и Мустафа Топчибашев, профессора Алибек Алибеков и Кямиль Балакишиев, Э. М. Эфендиев. Ф. А. Эфендиев, М. М. Эфенди-заде, Б. А. Эйвазов, Д. М. Абдуллаев, Д. Ю. Гусейнов, Т. Г. Пашаев, У. С. Мусабекова, А. Ф. Караев, М. Р. Назиров, Ш. М. Гасанов и другие, которые внесли большой вклад в развитие теоретической клинической медицины, в подготовку национальных врачебных кадров республики.
Одним из первых в Азербайджане педиатров был Абульфаз Караев. Он основал первый в Баку Дом ребёнка.
20 ноября 1935 года создан Азербайджанский государственный институт усовершенствования врачей.

## Коллекция медицинских рукописей Института рукописей НАНА
На территории современной Азербайджанской Республики были найдены рукописи персидской и арабской медицины. В их числе имеется и копия труда «Канон врачебной науки», написанного на арабском в 1030 году знаменитым врачом Ибн Синой, известным в Европе как «Авице́нна». Эта копия «Канона» была сделана в 1143 году в Багдаде, и является одной из старейших рукописей в области фармакологии и медицине в мире и старейшей в Азербайджане. Рукопись был приобретен в XIX веке Мирза Мухаммед Гаибовым в Исфахане (Иран).

Арабские и персидские медицинские рукописи из коллекции Института рукописей Национальной академии наук Азербайджана в Баку
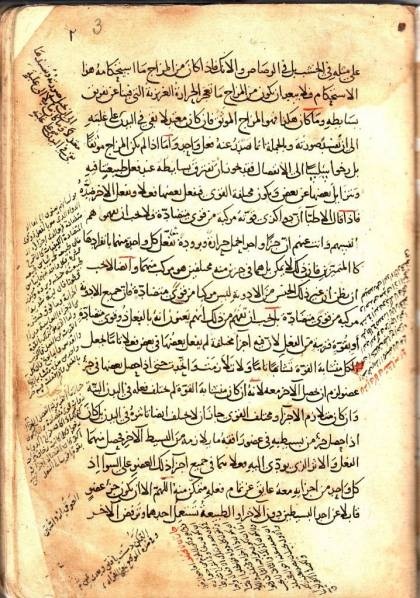
Копия рукописи  «Канон врачебной науки» (Аль-Ганун Фи ат-Тибб) персидского ученого Ибн Сины 1030 года, сделанная в 1143 в Багдаде.
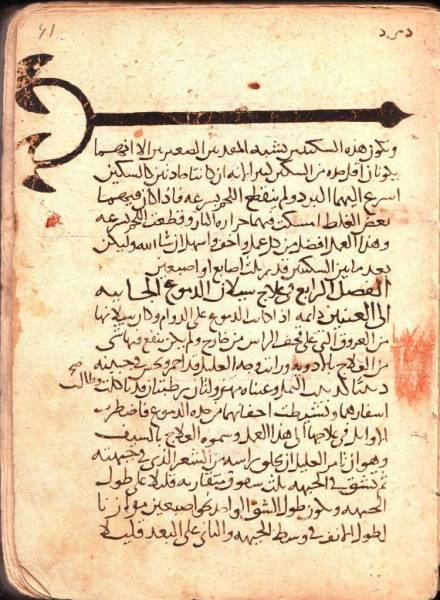
Копия XIII века рукописи «Аль-Макала ас-Саласун» («Тринадцатый Трактат») арабско-андалусского врача Абуль-Касим аз-Захрави XI века.
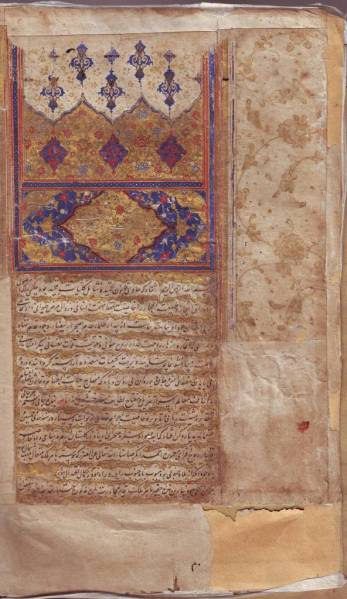
Копия XVI века рукописи «Захираи-Низамшахи» персидского ученого Рустама Джурджани XIII века.

В Азербайджане также был частично исследован труд Рустама Джурджани «Захираи-Низамшахи», XIII века. Скопированная в XVI веке рукопись также хранится в Бакинском институте рукописей. В ней содержатся описания фармацевтических особенностей лечебных трав, веществ животного происхождения, минералов и некоторых сложных лекарств. Рукопись не найдена ни в одном другом хранилище рукописей мира и существует в единственном экземпляре.
В Институте рукописей Национальной академии наук Азербайджана, имени Мухаммада Физули в Баку имеются 363 рукописей по медицине на арабском, персидском и тюркском, как составленных на самой территории современного Азербайджана, так и привезённых туда из других областей в различные исторические периоды. Из них 222 написаны на персидском, 71 на тюркском (староазербайджанский и старотурецкий) и 70 на арабском языках. В Бакинском институте рукописей имеется также много копий некоторых арабских, персидских, азербайджанских и турецких рукописей по медицине. Например, «Тухфат аль-Муминин» (написано в 1669 году) Мухаммада Му’мина — 33 полных и неполных копий; «Зад аль-Мусафирин» (написано в 1728 году) персидского ученого Мухаммада Махди — 13 копий; «Гарабадин» Музаффара бин Мухаммада Шафа’и (1586/7-1628/9 годы) — 9 копий; «Ихтиярат-и Бадии» персидского ученого Хаджи Зейналабдина Аттара (написано в 1638 году) — 5 копий, «Тиббнаме» Мухаммеда Юсифа Ширвани. По словам генерального директора ЮНЕСКО Коитиро Мацууры эта коллекция «показывает роль Азербайджана в развитии мировой медицины».